# Holcocera spoliatella
Holcocera spoliatella é uma espécie de mariposa do gênero Holcocera pertencente à família Coleophoridae.